# BAe Jetstream 41

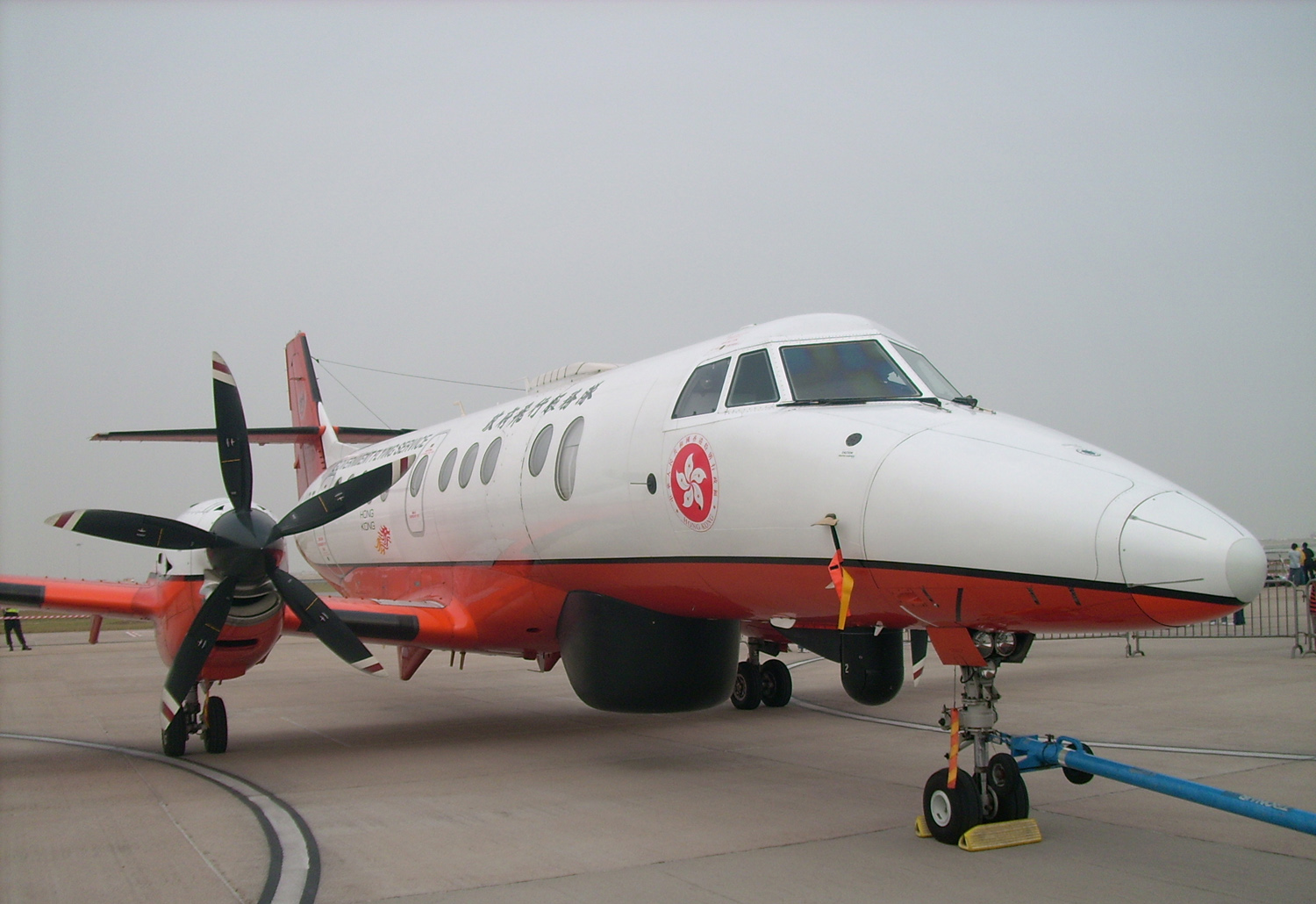
Samolot Government Flying Service w wersji poszukiwawczo-ratowniczej

BAe Jetstream 41 – brytyjski samolot pasażerski komunikacji lokalnej, produkowany przez British Aerospace będący wydłużoną odmianą BAe Jetstream 31. Wybudowano 100 samolotów tego typu.

## Historia
W 1988 roku wytwórnia British Aerospace postanowiła rozpocząć projektowanie nowej wersji samolotu Jetstream 31, miał to być nowy samolot o zwiększonej pojemności. 25 września 1991 roku maszyna wzbiła się po raz pierwszy w powietrze a rok później uruchomiono produkcję seryjną, która trwała do 1997 roku.

## Konstrukcja
Samolot jest dwusilnikowym dolnopłatem o konstrukcji metalowej. W porównaniu z Jetstream 31, zwiększono pojemność o 50%, osiągnięto to wydłużając kadłub o 4,87 m. Dzięki temu zwiększono liczbę przewożonych pasażerów oraz objętość luku bagażowego. Samolot posiada dwa silniki turbośmigłowe napędzające pięciołopatowe, kompozytowe śmigła o średnicy 2,9 m. Poprawiono oszklenie kabiny, polepszając widoczność z kokpitu oraz zmniejszono opór aerodynamiczny. W przednich drzwiach pasażerskich zamontowano schodki będące ich integralną częścią.

## Użytkownicy
- Brindabella Airlines
- EasyFly
- Sky Express
- Morgan Jet Mexico
- Mex-Mocambique Express
- Yeti Airlines
- Airlink
- Eastern SkyJets
- Eastern Airways
- Highland Airways
- Delbitur
- Venezolana
- Royal Star Aviation
- Government Flying Service (Rządowa Służba Lotnicza Hongkong) używany w misjach poszukiwawczo ratowniczych na morzu